# تئاتر سنت جیمز
تئاتر سنت جیمز (انگلیسی: St. James Theatre) یک سالن تئاتر متعلق به گروه تئاترهای جوجمسین در شهر نیویورک، آمریکا است.
این تئاتر که در سال ۱۹۲۷ تأسیس شده، در منطقه تئاتر برادوی قرار دارد و دارای ۱٬۷۱۰ نفر ظرفیت است.

## نگارخانه

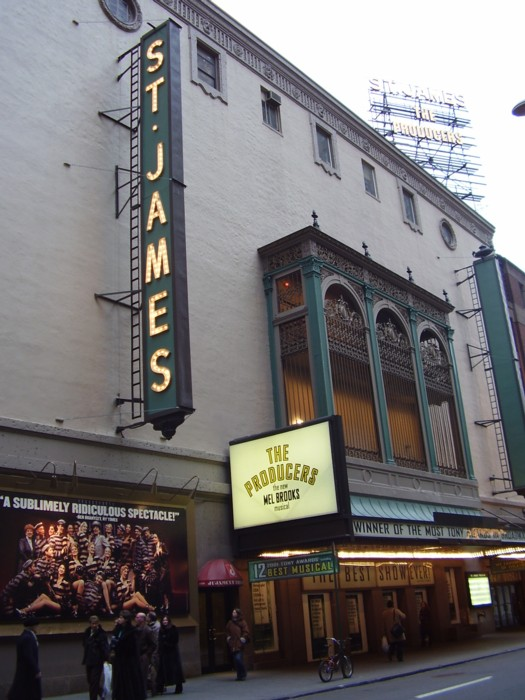
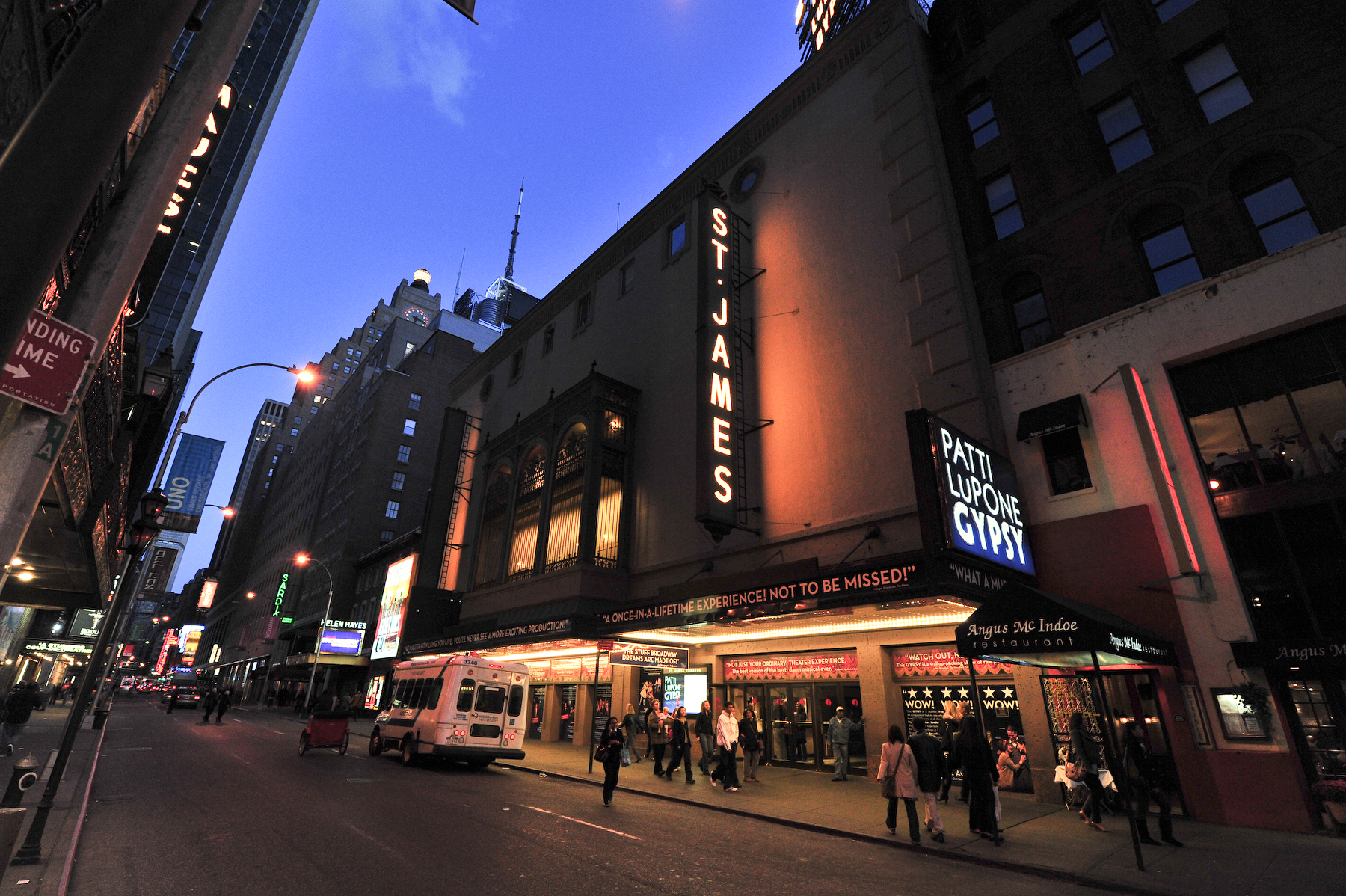